# Chalo-Saint-Mars
Chalo-Saint-Mars  [ʃɑlo sɛ̃ maʁ] je obec v jihozápadní části metropolitní oblasti Paříže ve Francii v departmentu Essonne a regionu Île-de-France. Od centra Paříže je vzdálena 52 km.

## Geografie
Sousední obce: Plessis-Saint-Benoist, Boutervilliers, Saint-Hilaire, Mérobert, Étampes, Congerville-Thionville, Chalou-Moulineux a Guillerval.

## Vývoj počtu obyvatel
Počet obyvatel

## Osobnosti obce
- Jérôme Lejeune (1926 – 1994), pediatr a genetik

## Památky
- kostel Saint-Médard de Chalo-Saint-Mars
- Château du Grand-Saint-Mars
- Château du Tronchet ze 17. a 18. století